# یاماتو مونوگاتاری

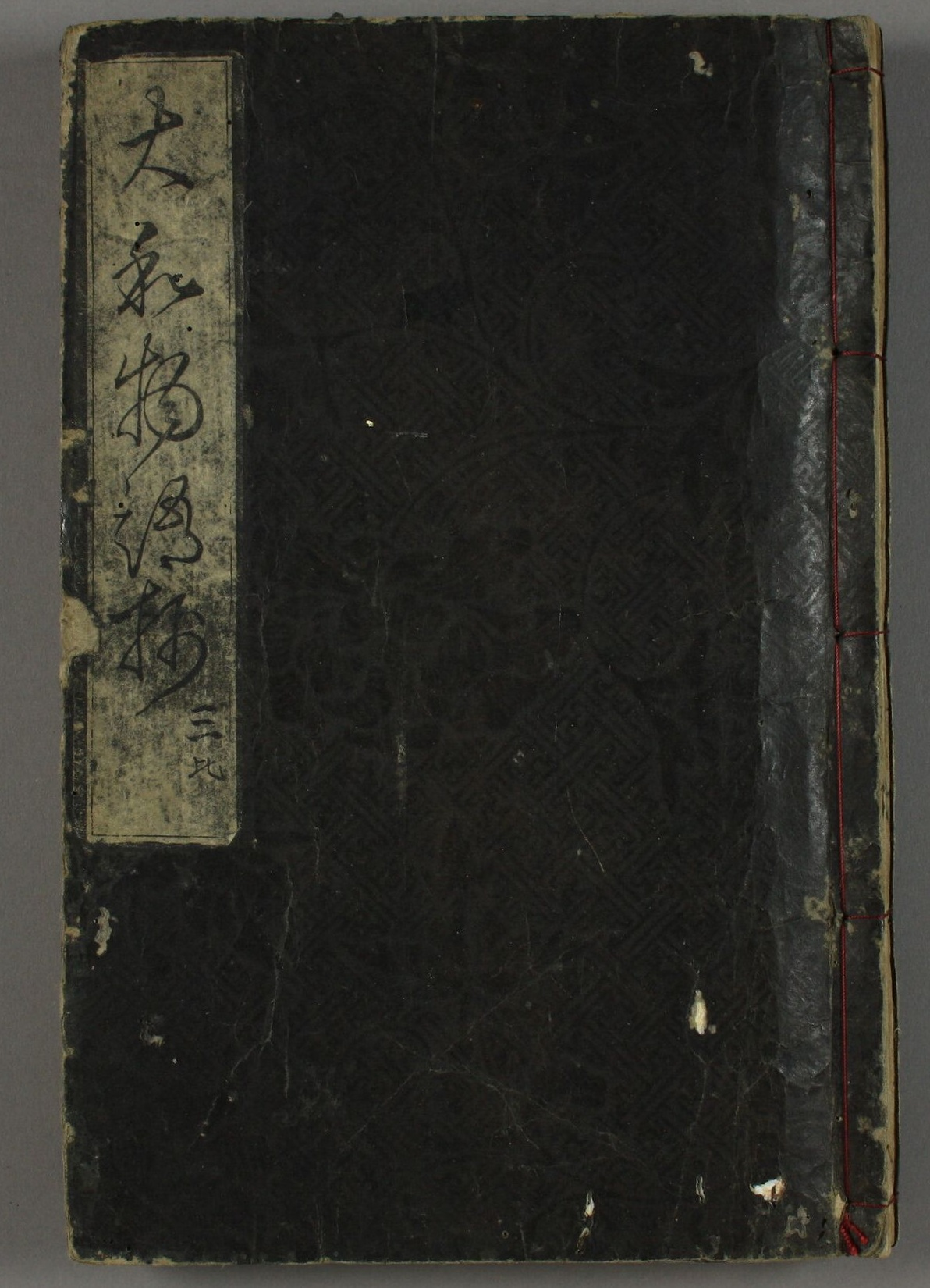
نسخه‌ای کهن از کتاب یاماتو مونوگاتاری؛ (چاپ حوالی سال‌های ۱۶۲۴ الی ۱۷۰۵ میلادی)

یاماتو مونوگاتاری (به ژاپنی: 大和物語 Yamato Monogatari)، مجموعه ای از ۱۷۳ داستان کوتاه است که جزئیات زندگی دربار امپراتوری در قرن ۹ و ۱۰ را ارائه می‌دهد.
این یک اوتا مونوگاتاری (اثری است که داستان روایی را با واکا (شعر) ترکیب می‌کند) متعلق به قرن دهم ژاپن است. تاریخ دقیق تکمیل متن مشخص نیست، اما اکثریت متن در سال ۹۵۱ توسط نویسنده ای ناشناس تکمیل شده است.